# Giuliano Vasilicò
Giuliano Vasilicò (Reggio Emilia, 1940 – Roma, 15 febbraio 2015) è stato un regista e drammaturgo italiano, noto nell'ambiente del teatro sperimentale.

## Biografia
È stato il creatore del Gruppo Teatro Vasilicò (con Agostino Raff, Fabio Gamma, Ingrid Enbom e la sorella Lucia) nel 1969. Esordisce, come attore, con la compagnia di Giancarlo Nanni nel 1968, nello spettacolo Escurial prova la Scuola dei buffoni  di Ghelderode, spettacolo presentato al Festival di Spoleto. In seguito si dedicherà soltanto alla regia e alla drammaturgia, partendo dai locali del centro di ricerca Beat '72 e approdando ai più importanti teatri italiani ed europei.
Oltre agli spettacoli, si è occupato di laboratori di ricerca teatrale, all'Università di Parigi, all'Università Cà Foscari, al Teatro Studio di Scandicci, allaUniversità di Napoli, negli Istituti austriaci di cultura di Roma e Milano, con il Teatro Argentina (a cura di Dacia Maraini), al DAMS dell'Università degli Studi Roma Tre e altrove.
Nel cinema ha lavorato come interprete e co-sceneggiatore per Vittorio De Sisti, in L'interrogatorio (1970) e in Spogliati, protesta, uccidi - Quando la preda è l'uomo (1974).

## Regie teatrali
- Missione psicopolitica (1969)
- L'occupazione (1970)
- Amleto (1971) con Lucia Vasilicò, Ingrid Enbon, Fabio Gamma
- Le 120 giornate di Sodoma (1972)
- L'uomo di Babilonia (1974)
- Proust (1976)
- L'uomo senza qualità (1978) (Premio Mondello)
- Il ritratto di Dorian Gray (1985), con Maurizio Donadoni
- Il mago di Oz (1988), con Fabrizia Falzetti, Lucia Vasilicò, Riccardo Barbera
- Il compimento dell'amore (1990)
- Congiungimenti (1991)
- Il regista in scena (1997)
- Il percorso artistico (1999)
- La ragione e il sentimento (2000)
- La fede del Trecento (2006)
- Lettere da Santa Caterina da Siena (2008)
- Dal Vangelo secondo Giovanni (2009), con Gianluca Testa